# Stéphane Saint-André
Pour les articles homonymes, voir Saint-André.
Stéphane Saint-André, né le 21 mai 1964 à Saint-Omer (Pas-de-Calais), est un homme politique français. Il est chevalier de l'Ordre des Palmes académiques. Membre du Parti socialiste de 1980 à 2008, il a rejoint en juillet 2008 le Parti radical de gauche. Il est de 2012 à 2017 député de la neuvième circonscription du Pas-de-Calais et maire de Béthune de 2008 à 2014. Il est président de Voies navigables de France du 11 juin 2014 à février 2019. Il est co-président national du parti Les Radicaux de gauche.

## Biographie
Stéphane Saint-André est le fils de Jean Saint-André, conseiller général (PS) du Pas-De-Calais de 1976 à 2001 et maire de Saint-Omer de 1977 à 1983. Son beau-père, Jean Vanrullen, fut président national des délégués départementaux de l’Éducation nationale. Il est d’ailleurs lui-même délégué départemental de l’Éducation nationale depuis 2004.
Le 17 juin 2012, il est élu député de la neuvième circonscription du Pas-de-Calais avec le soutien du Parti Socialiste, face au député sortant André Flajolet (UMP). Lors des élections législatives de juin 2017, il refuse l'investiture du mouvement En marche !, il est ensuite éliminé au terme du premier tour. Candidat sous l'étiquette divers gauche en 2022, il est éliminé au premier tour en terminant cinquième avec 7,73 % des voix.
En 2014, il est nommé président de Voies Navigables de France (VNF) par décret présidentiel à la suite du Conseil des Ministres (JO du 13 juin 2014). C’est sous son mandat que le projet du Canal Seine Nord est acté. Avec le Président de la République, François Hollande, il officialise la création de la société de projet chargée de réaliser le canal. Il annonce en janvier 2019 ne pas briguer un second mandat à la tête de VNF.
En décembre 2017, après la réunification du Parti radical et du Parti radical de gauche au sein du Mouvement radical, qu'il condamne, il co-fonde avec Virginie Rozière Les Radicaux de gauche. En réaction, Sylvia Pinel décide de les démettre de leurs fonctions au sein du PRG et annonce son intention de porter plainte contre l'utilisation de la marque PRG.

## Mandats
- 2008-2014 : Maire de Béthune
- 2012-2017 : Député de la Neuvième circonscription du Pas-de-Calais
- Depuis 2014 : conseiller municipal de Bethune
- Depuis 2014 : conseiller communautaire d'Artois Comm.
- Du 11 juin 2014 à février 2019 : Président de Voies navigables de France

## Décoration
*  Chevalier de l'ordre des Palmes académiques[réf. nécessaire]